# 披针叶紫珠
披针叶紫珠（学名：Callicarpa longifolia var. lanceolaria）是马鞭草科紫珠属长叶紫珠的变种。分布于孟加拉国、越南、印度、马来西亚以及中国大陆的云南、海南等地，生长于海拔800米至1,700米的地区，一般生长在林下，目前尚未由人工引种栽培。